# Veroj i pravdoj
Veroj i pravdoj (Верой и правдой) è un film del 1979 diretto da Andrej Sergeevič Smirnov.

## Trama
L'accademico Kvašnin sogna di costruire case a pannelli di grandi dimensioni a Mosca per trasferire le persone dagli appartamenti comuni. Krjakin, che continua il lavoro del suo compagno più anziano dopo la sua morte, lo aiuta a realizzare questa idea.